# 10 Ingermanlandzki Pułk Huzarów
10 Ingermanlandzki Pułk Huzarów Jego Królewskiej Wysokości Wielkiego Herzoga Sachsen-Weimarskiego (ros. 10-й гусарский Ингерманландский Его Королевского Высочества Великого Герцога Саксен-Веймарского полк) – oddział kawalerii okresu Imperium Rosyjskiego,

## Charakterystyka
Sformowany 27 lipca 1704. Święto pułkowe: 27 listopada. Dyslokacja w 1914: Czuhujew.

## Przyporządkowanie 1 stycznia 1914
- 10 Korpus Armijny (10 АК, 10 армейский корпус)
  - 10 Dywizja Kawalerii (10 кавалерийская дивизия)
    - 10 Ingermanlandzki pułk huzarów